# Eugenia Basara-Lipiec

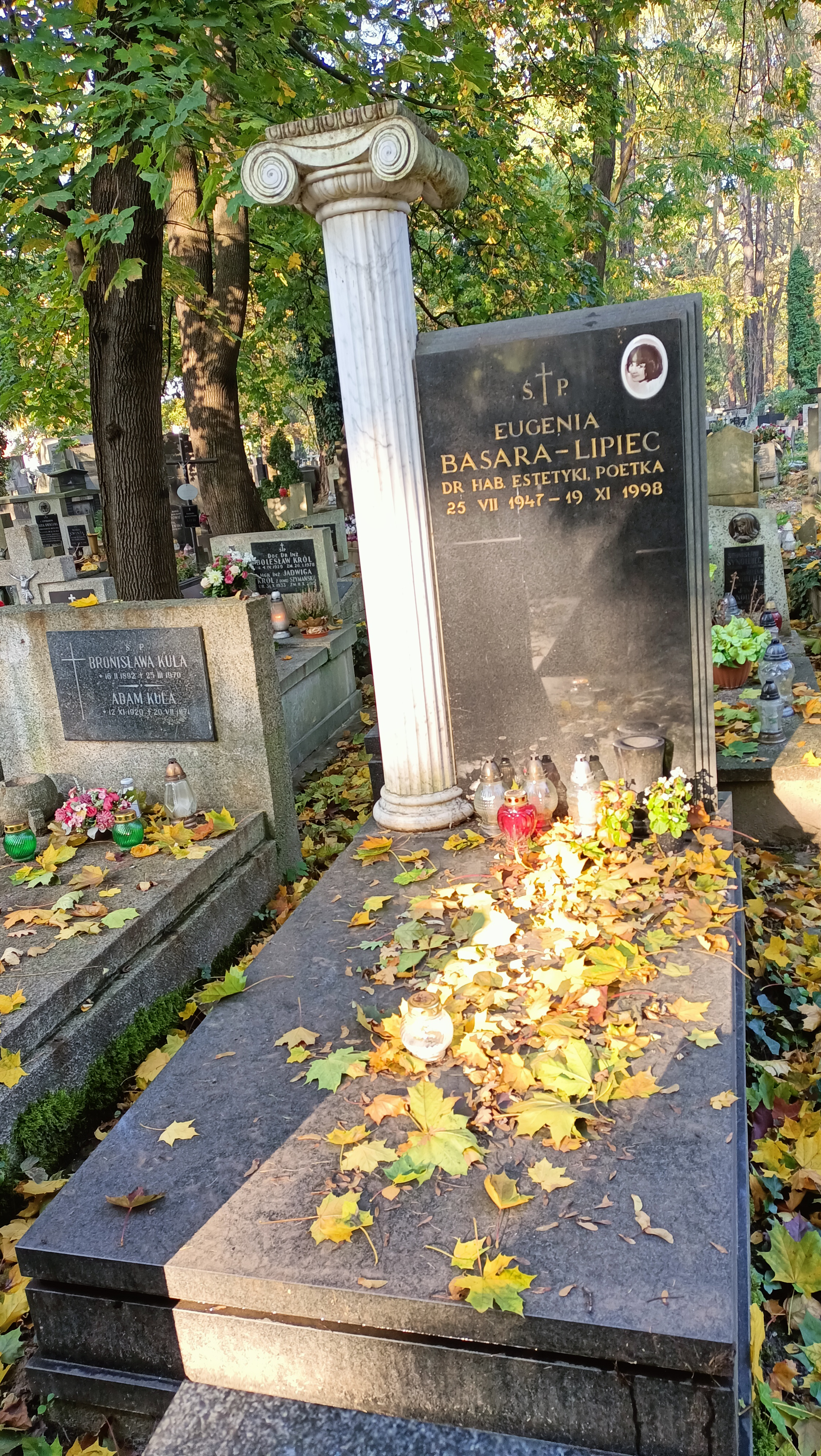
Grób Eugenii Basary-Lipiec na Cmentarzu Rakowickim w Krakowie

Eugenia Basara-Lipiec (ur. 25 lipca 1947 w Czarnej, zm. 19 listopada 1998 w Krakowie) – polska poetka, doktor habilitowany nauk humanistycznych, krytyk literacki.

## Życiorys
Córka Marii i Antoniego. Młodość spędziła w Mielcu, gdzie zdała maturę w 1965 jako uczennica 27 Liceum Ogólnokształcącego. Od najmłodszych lat zaangażowana w Związek Harcerstwa Polskiego, od 1962 do 1965 pełniła funkcję drużynowej. Tańczyła w Zespole Pieśni i Tańca „Rzeszowiacy” przez ponad 2 lata, a w czasie studiów w ZPiT „Słowianki”. Absolwentka Uniwersytetu Jagiellońskiego na wydziałach historii sztuki i filologii polskiej. Jako studentka występowała również na scenie Teatru STU. Wystąpiła w kilku spektaklach telewizyjnych i kilku filmach.
Otrzymała tytuł doktora nauk humanistycznych w 1982 r. a habilitowała się na Wydziale Filozoficznym Uniwersytetu Jagiellońskiego w 1998 roku.
Pracownik Wyższej Szkoły Pedagogicznej w Krakowie od 1972, w latach 1983-86 pracowała w Państwowej Wyższej Szkole Pedagogicznej w Rzeszowie. Współpracowała z UJ od 1993 do 1995. Zmarła 19 listopada 1998 roku i została pochowana na cmentarzu Rakowickim w Krakowie
Członek Związku Literatów Polskich od 1992, członek założyciel Konfraterni Poetów.

## Życie prywatne
Żona Józefa Lipca – profesora UJ, matka Grzegorza i Malwiny.

## Publikacje
- „Między snem” (1990)
- „Hipoteza” (1991)
- „Miska pełna migdałów” (1991)
- „Kołysanie wyobraźni” (1993)
- „Wyrosnąć tatarakiem” (1995)
- „Ornamenty” (1995)
- „Sztuka i miłość” (1997)
- „Pod balkonem” (1998).